# Scleromystax macropterus
Scleromystax macropterus (Сомик довгоплавцевий) — вид риб з роду Scleromystax родини Панцирні соми ряду сомоподібні. Інша назва «великоплавцевий коридорас».

## Опис
Загальна довжина до 8,7 см. Голова помірно велика, з загостреним рилом. Біля останнього присутні 3 пари вусиків. Передню частину голови вкрито одонтодами (шкіряними виростами). У самців вони більші. Тулуб витончений. У домінантного самця плавці вкрай великі. Спинні та грудні плавці доволі великі. Вони у самців більші ніж у самиць. Жировий плавець невеличкий. Хвостовий плавець доволі довгий, розрізаний.
Забарвлення сіро-коричневе з темним візерунком. Усі плавці, окрім черевних, вкриті рядками плям. Шип спинного плавця майже чорного кольору.

## Спосіб життя
Є демерсальною рибою. Зустрічається у невеличких річках з середньою течією. Ховається серед каміння, корчів та рослинності. Активна вдень. Живиться ракоподібними, донними хробаками, комахами.
Самиця відкладає ікру у рясній рослинності.

## Розповсюдження
Мешкає у прибережних річках від штату Сан-Паулу до Санта-Катарина. Також зустрічається у нижній частині басейну річка Парана.